# Manufacturing Consent: The Political Economy of the Mass Media
Manufacturing Consent: The Political Economy of the Mass Media ist eine Monographie von Edward S. Herman und Noam Chomsky, die 1988 erstmals veröffentlicht wurde. 2002 wurde das Buch mit einem neuen Vorwort neu aufgelegt. 2023 erschien mit Die Konsensfabrik. Die politische Ökonomie der Massenmedien die deutschsprachige Übersetzung.
Hauptthese ist, dass die Massenmedien der USA „wirkungsvolle und mächtige ideologische Institutionen sind, die eine systemerhaltende Propagandafunktion erfüllen. Sie stützen sich auf die Kräfte des Marktes, internalisierte Annahmen und eine Selbstzensur. Dabei besteht kein offener Zwang. Massenmedien wirken auf die Weise des Propagandamodells der Kommunikation.“
Chomsky würdigt Alex Carey, den australischen Sozialpsychologen, für den Anstoß zu dieser Arbeit, weshalb er und Herman das Buch Carey widmeten.
1992, vier Jahre nach der Erstpublikation, wurde eine Dokumentation für das Kino fertiggestellt: Manufacturing Consent: Noam Chomsky and the Media (1992) (deutsch: Die Konsensfabrik. Noam Chomsky und die Medien). Die Dokumentation stellt das Propagandamodell, die Kulturindustrie und die Biografie Chomskys dar.

## Titel des Buches
Der Titel Manufacturing Consent ist dem Buch Public Opinion von Walter Lippman entlehnt. Walter Lippman war einer der einflussreichsten politischen Theoretiker des 20. Jahrhunderts. Er sah in der Herstellung einer einheitlichen Meinung („manufacturing consent“) eine der Hauptaufgaben von Entscheidungsträgern und Massenmedien, während die Entscheidungen in einer demokratischen Gesellschaft einer spezialisierten Klasse („specialised class“) vorbehalten sein sollten.

## Das Propagandamodell der Kommunikation
Das Propagandamodell stellt fünf Filter dar, die in den modernen Massenmedien wirksam werden. Sie verändern das ursprüngliche Ereignis. Dazu gehört der Einfluss der marktbeherrschenden Medienkonzerne mit ihrem Profitinteresse, die Rücksicht auf Geschäftsinteressen der Werbekunden, die Nachrichtenagenturen, die politische und private Einflussnahme von außen auf die Medien, und die ideologischen Scheuklappen wie etwa der Antikommunismus.

## Regierung und Nachrichtenverbreitung
Die Redaktion eines Mediums ist abhängig von privaten und öffentlichen Nachrichtenquellen. Bei mangelnder Sympathie wird es vom Zugang zu entscheidenden Informationen auf subtile Weise ausgeschlossen. In der Folge verliert das Medium Kunden und als Konsequenz der zurückgehenden Zahl von Rezipienten gehen auch die Werbeeinnahmen zurück, da Werbekunden die Investition nicht mehr für erfolgversprechend halten.
Diese finanzielle Gefährdung der Existenz des Medienunternehmens führt dazu, dass Medienkonzerne die Regierung und die Unternehmensführungen eher positiv darstellen, um im Geschäft zu bleiben.

## Themenfelder
Die Autoren stellen ihre Theorie vor allem auch durch praktische Fallbeispiele dar, dazu gehören
- die US-Einmischung in die Wahlen in El Salvador
- die US-Einmischung in Wahlen in Guatemala
- die Einmischung der USA in die Wahlen in Nicaragua
- die angebliche Verschwörung des KGB und Bulgariens zur Ermordung des Papstes
- der Vietnamkrieg: Vietnam, Kambodscha und die Herrschaft von Pol Pot, Laos

## Überblick
Im Vorwort zur Neuauflage von 2002 betonen die Autoren die systemischen und strukturellen Gründe der Konsensbildung:

„Die Vertreter dieser Interessen haben wichtige Ziele und Grundsätze, die sie durchsetzen wollen, und sie sind in einer guten Position, um die Medienpolitik zu gestalten und einzuschränken. Dies geschieht in der Regel nicht durch plumpe Intervention, sondern durch die Auswahl des richtigen Personals und durch die Verinnerlichung von Prioritäten und Definitionen des Nachrichtenwerts durch die Redakteure und die arbeitenden Journalisten, die mit der Politik der Institution übereinstimmen.“

Dabei besitzen die Akteure eine begrenzte Autonomie, das Ergebnis ist nicht vollständig determiniert, auch abweichende kritische Meinungen sind möglich, allerdings innerhalb fest definierter Grenzen. Im Vergleich zur Erstveröffentlichung haben sich nach Meinung der Autoren folgende Bedingungen der Medien verändert:
- Die Konzentration der transnationalen und diversifizierten Medienkonglomerate hat sich beschleunigt, von 50 (1983) auf 23 (1990) und 9 (2002): Disney, AOL Time Warner, Viacom (Eigentümer von CBS), News Corporation, Bertelsmann, General Electric (Besitzer von NBC), Sony, AT&T-Liberty Media und Vivendi Universal.

- Weitgehende Kommerzialisierung und Zurückdrängung der öffentlich-rechtlichen Medien sowie deren Anpassung an die Privatmedien
- Entwicklung alternativer Internet-Medien, deren Einfluss jedoch begrenzt ist und durch Medienkonzerne beschränkt wird
- Neue Technologien führen zu Personalabbau und weiterer Konzentration
- Der Antikommunismus ist durch neoliberale Marktgläubigkeit ersetzt worden

Im Ergebnis haben die Veränderungen die Anwendbarkeit des Propagandamodells noch verstärkt. Sie haben den Bereich der Öffentlichkeit geschwächt, unter dem die Autoren Foren der Meinungsbildung verstehen. 
Der stetige Vormarsch und die kulturelle Macht des Marketings und der Werbung haben dazu geführt, dass „eine politische Öffentlichkeit durch eine entpolitisierte Konsumkultur verdrängt wurde“.

## Rezeption
Manufacturing Consent wird international zur Untersuchung massenmedialer Berichterstattung herangezogen.
- 2006 verfolgte die türkische Regierung Fatih Tas, den Eigentümer des Aramverlags, zwei Herausgeber und den Übersetzer der 2001 überarbeiteten Version von Manufacturing Consent wegen „Erregung öffentlichen Hasses“ (nach Artikel 216 des Strafgesetzbuchs der Türkei und wegen der „Herabwürdigung der nationalen Identität“ der Türkei gemäß Artikel 301). Die Einleitung der türkischen Übersetzung bezieht sich auf die Darstellung der Unterdrückung der Kurden in der Türkei in den öffentlichen Medien. Alle Angeklagten wurden freigesprochen.[7][8]
- 2007 fand eine Konferenz statt: 20 Years of Propaganda?: Critical Discussions & Evidence on the Ongoing Relevance of the Herman & Chomsky Propaganda Model (15.–17. Mai 2007). An der University of Windsor, Ontario, stellten Herman und Chomsky die Entwicklungen des Propagandamodells dar.
- 2008 nahm Chomsky zu der Frage Stellung, inwiefern auch Blogs oder Eigenreportagen dem Propagandamodell entsprechen. Er betonte außerdem die Wichtigkeit des Deutungsrahmens, der mit den Nachrichten vermittelt wird.[9]

Manufacturing Consent hat sich nach Auffassung von Jeffery Klaehn, Christian Fuchs und anderen zu einem der am häufigsten getesteten Modelle der Medienleistung in den Sozialwissenschaften entwickelt. Dies sei größtenteils den „gemeinsamen Bemühungen einer losen Gruppe internationaler Wissenschaftler sowie einer wachsenden Zahl von Studenten zu verdanken, die Studien unter anderem in den USA, dem Vereinigten Königreich, Kanada, Australien, Japan, China, Deutschland und den Niederlanden durchgeführt haben.“ Dennoch, so Klaehn, sei das Propagandamodell in der Medien- und Kommunikationswissenschaft an den Rand gedrängt worden. Die Ursache sehen sie darin, dass vor allem „die radikale wissenschaftliche Sichtweise des PM die liberalen und konservativen Grundlagen der gängigen Denkschulen in kapitalistischen Demokratien in Frage stellt“.
Laut dem amerikanischen Soziologen Ted Goertzel können Chomsky und Herman als Verschwörungstheoretiker bezeichnet werden, weil sie den Eliten in den USA und in Israel ein konsistentes Verhalten zuschreiben, das sich kaum anders als mit geheimen Vorgängen und Absprachen erklären lasse. Ihre manichäische Weltsicht basiere auf einer Verschwörungslogik, denn sie beschrieben die von ihnen Kritisierten als außerordentlich mächtig: Die kleine, eigennütze Elite verfüge in ihrer Vorstellungswelt über Techniken wie Gedankenkontrolle und künstlich hergestellten Konsens und sei so in der Lage, die meisten Fachleute und Journalisten sowie die Arbeiterklasse an der Nase herumzuführen. Mit dieser Vorstellung seien sie „Teil eines intellektuellen und politischen post-truth-Klima, das die Bedeutung von rhetorischer und ideologischer Korrektheit höher schätzt als eine rechtschaffene Untersuchung.“
Hingegen sehen die Medienwissenschaftler Uwe Krüger, Holger Pötzsch und Florian Zollmann in ihrer Einführung zur deutschen Übersetzung des Buches den Verschwörungstheorie-Vorwurf als haltlos an, da das Propagandamodell „gerade keine geheimen Absprachen von Akteuren außerhalb normaler institutioneller Kanäle“ postuliere, sondern lediglich „strukturelle Bedingungen der Nachrichtenproduktion“ und „eine Überschneidung von Interessen mächtiger ‚Pressure Groups‘“.

## Bibliografie
- Mark Achbar (Hrsg.): Noam Chomsky – Wege zur intellektuellen Selbstverteidigung: Medien, Demokratie und die Fabrikation von Konsens. Marino Verlag und Trotzdem Verlag, 1996, ISBN 3-922209-88-2.
- Jeffery Klaehn: Die politische Ökonomie von Medien und Macht. Peter Lang 2010, ISBN 978-1-4331-0773-3.
- Jeffery Klaehn: Nachrichten filtern: Essays über das Propagandamodell von Herman und Chomsky. Black Rose Books, 2005. (Schwarze Rosenbücher, 2), ISBN 978-1-55164-261-1.